# Панасюк Іван Васильович
Іван Васильович Панасюк (1977)[де?] — український бандурист і педагог.

## Життєпис
У 2000 закінчив Національну музичну академію України імені П. І. Чайковського.
У 2004 в асистентурі-стажуванні та аспірантурі Національної музичної академії України імені П. І. Чайковського у класі професора С. Баштана.
З концертними виступами був у Білорусі, Польщі, брав участь у мистецькій акції «Дні культури України» у Москві (2001).
Має фондові записи на радіо. Займається перекладацькою та аранжувальною діяльністю.
З 2004 року — викладач кафедри народних інструментів НМАУ імені П. І. Чайковського, виховав 7 музикантів, серед яких 3 лауреати, 1 дипломант Міжнародного конкурсу виконавців на українських народних інструментах імені Г. Хоткевича (Харків, 2010 р.), 2 лауреати, 1 дипломант Міжнародного конкурсу виконавців на багатострунних
інструментах (Псков, 2011).
У 2002 році випустив книгу-монографію «Переплелись роки й бандури струни», присвячену діяльності
С. В. Баштана.
В 2007 захистив кандидатську дисертацію «Творча діяльність С. В. Баштана в контексті становлення київської школи академічного бандурного виконавства».

## Відзнаки[джерело?]
- Лауреат Всеукраїнського огляду-конкурсу виконавців на народних інструментах — І премія (Херсон, 1995),
- Лауреат Міжнародних конкурсів ім. Г. Хоткевича — ІІІ премія (Харків, 2000), І премія (Харків, 2003).